# Aleksandar Vučić
Aleksandar Vučić (Beograd, 5. ožujka 1970.) srbijanski je pravnik i političar, 11. predsjednik Vlade Republike Srbije i aktualni 7. predsjednik Republike Srbije.
Bivši je predsjednik Srpske napredne stranke, a prije toga je bio zamjenikom predsjednika Srpske napredne stranke, a još prije, dugogodišnji (1995. – 2009.) glavni tajnik Srpske radikalne stranke, glavnog suvremenog uporišta velikosrpske ideologije.

## Životopis
Vučić je osnovnu i srednju školu završio u Zemunu, a zatim Pravni fakultet u Beogradu. Postao je član Srpske radikalne stranke 1993. godine, kada je izabran za zastupnika u srbijanskom parlamentu. Zapaženi je autor u stranačkom časopisu "Velika Srbija". 1995. godine postao je generalni tajnik SRS. Iste godine u ožujku posjetio je tada okupiranu Glinu gdje je tadašnju hrvatsku vlast nazvao "ustaškom" i "zločinačkim režimom Franje Tuđmana".
Vučić je za vrijeme Rata u Bosni i Hercegovini radio od 1992. do 1993. kao novinar na propagandističkom televizijskom kanala "Channel S" bosanskih Srba u Palama. Na toj je TV stanici mladi novinar Aleksandar Vučić pripremao i vodio vijesti na engleskom, blok vijesti iz svijeta, intervjue i reportaže. Potom se posve - od svoje 23. godine - posvetio politici u sklopu velikosrpske Srpske radikalne stranke, kojoj pristupa 1993. godine i s čije je liste iste godine izabran je za poslanika u Narodnoj skupštini Republike Srbije. Za generalnog sekretara stranke izabran je 1994., iste godine kada je diplomirao pravo na Pravnom fakultetu Univerziteta u Beogradu. Dužnost generalnog sekretara SRS je obnašao do 2008. godine.
U ožujku 1998. godine bio je izabran za ministra informiranja u Vladi Republike Srbije. Pod njegovim mandatom novinari koji su bili protivnici Miloševićevog režima kažnjavani su visokim novčanim kaznama i zabranama.
Na izborima za gradonačelnika Beograda u listopadu 2004. godine, Vučić je u drugom krugu izgubio od kandidata Demokratske stranke Nenada Bogdanovića.
15. rujna 2008. godine, nakon sukoba Vojislava Šešelja i Tomislava Nikolića, Vučić podnosi ostavku na sve dužnosti u Srpskoj radikalnoj stranci, te je nekoliko tjedana bio odsutan s javne političke scene. Već početkom listopada iste godine, stao je na stranu Tomislava Nikolića. 21. listopada 2008., na osnivačkom kongresu Srpske narodne stranke, izabran je za zamjenika predsjednika stranke koja će narodnih godina - kada je neupitni vođa Srpske radikalne stranke Vojislav Šešelj bio u pritvoru Suda za ratne zločine u Haagu - uspješno preuzeti politički prostor te stranke u kojoj su Vučić i Nikolić bili dugogodišnji stranački dužnosnici.
U svibnju 2012. godine, Srpska napredna stranka formirala je novu srbijansku Vladu sa Socijalističkom partijom Srbije i Ujedinjenim Regionima Srbije, i Vučić je 27. srpnja izabran za prvog potpredsjednika Vlade i ministra obrane.
Nakon izvanrednih parlamentarnih izbora 16. ožujka 2014. nova Vlada je formirana 27. travnja 2014.  od strane koalicije SNS, SPS-PUPS-JS i SVM te je Aleksandar Vučić osvojivši najveći broj glasova na izborima postao novi predsjednik Vlade Republike Srbije.

## Citati
"Ubijte jednog Srbina, mi ćemo stotinu Muslimana..." – Vučić tijekom Operacije Namjerna sila.
"Što reče Toma, tresu se gaće onom banditu Zoranu Đinđiću" – Vučić nekoliko dana prije atentata u kojem su pripadnici obavještajno-kriminalnog miljea ubili tadašnjeg premijera Srbije Zorana Đinđića.
"Da vidite kako su to divni helikopteri...Vas Hrvate ću prve provozati" - Vučić hrvatskim novinarima komentira kupovinu jurišnih helikoptera Mi-35 za Vojsku Srbije na Minhenskoj sigurnosnoj konferenciji 2019.
"Nema teže uvrede nego kad netko kaže da smo 'šaka jada'." - Vučić komentira izjave hrvatskog premijera Zorana Milanovića.

## Politički profil
Kako u stranim također i u domaćim medijima često su Vučića uspoređivali s drugim snažnim liderima u europskoj politici poput mađarskog premijera Viktora Orbana te ga optuživali da je autokrat. Mnogi vjeruju da je uspješno preuzeo središte srbijanske politike i tako onemogućio dolazak na vlast kako lijevih tako i radikalno desnih stranaka poput Srpske radikalne stranke ili pokreta "Dveri" bliskog Srpskoj Pravoslavnoj Crkvi. Izgradio je reputaciju tehnokratske učinkovitosti, ideološke fleksibilnosti i političkog pragmatizma, zadržavajući pritom izbornu potporu desnog centra i velikosrpske nacionalističke desnice. Dužnosnici EU-a i mnogi čelnici država članica hvalili su ga kao pouzdanog partnera u regiji.

## Kontroverze
Vučić jasno poručuje da "ako mislite u Srbiji ili među Srbima propagirati Alojzija Stepinca kao sveca, ta propaganda neće proći."  U svojstvu premijera Republike Srbije, 2016. godine za blaženog Alojzija Stepinca iznosi ocjenu da je riječ o jednom "od ključnih ideologa najgore nacističke vlasti na evropskom tlu" - tj. ustvrdio je da Katolička crkva štuje kao blaženika osobu koja je (prema Vučićevoj prosudbi) "nacistički ideolog".
Nakon što je životno i politički stasao u najužem krugu uz Vojislava Šešelja, kao središnje figure suvremenog velikosrpstva, u doba kada je Aleksandar Vučić kao tajnik upravljao poslovanjem Srpske radikalne stranke, objavljene su u izdanju te stranke Šešeljeve knjige Ideologija srpskog nacionalizma i (2002. godine, 1024 stranice) i Rimokatolički zločinački projekat veštačke hrvatske nacije (2007. godine, 1032 stranice), dakle djela koja predstavljaju glavne tekstove suvremene velikosrpske ideje; ujedno svojevrsne priručnike antihrvatstva. Aleksandar Vučić je bio godinama član izdavačkog savjeta časopisa Velika Srbija.
Aleksandar Vučić povodom obljetnica Operacije Oluja godinama u Srbiji predvodi državne komemoracije na najvišoj razini, u kojima se ta oslobodilačka akcija hrvatskih vojnih i redarstvenih snaga proglašava zločinom; te se redovno "uzgred" tom prigodom od pripadnika srbijanskih državnog vodstva iskazuju pretenzije za pripojenjem dijela Bosne i Hercegovine Republici Srbiji.
Za vrijeme dok je Vučić bio ministar informiranja, te nakon što je zaprijetio uglednom oporbenom novinaru Slavku Ćuruviji, taj je novinar 1999. godine i ubijen od strane ubojica vezanih uz vrh srbijanske državne službe sigurnosti.
Istraga koja je ubojice utvrdila tek nakon 15 godina, nije povezala ubojstvo s Aleksandrom Vučićem.
U lipnju 2023. u javnost izlazi video snimka Vučića s osuđenim ratnim zločincem Vojislavom Šešeljem, sa svadbe Šešeljevog sina Aleksandra gdje za stolom piju i slušaju četničke pjesme o ratnom zločincu vojvodi Momčilu Đujiću, odgovornom za ubojstvo desetaka tisuća hrvatskih civila, žena djece i staraca za vrijeme Drugog svjetskog rata.

## Državne funkcije
- Ministar informiranja Srbije (ožujak 1998. - listopad 2000.)
- Ministar obrane Srbije (srpanj 2012. - rujan 2013.)
- Prvi potpredsjednik Vlade (rujan 2013. - travanj 2014.)
- Predsjednik Vlade Republike Srbije (travanj 2014. - svibanj 2017.)
- Predsjednik Republike Srbije (31. svibnja 2017. – danas)

## Vanjske poveznice
- Vlada Republike Srbije
- "Oreškoviću, u čije ime zovete ratnog huškača Vučića?", Goran Vojković za Index.hr, 23. kolovoza 2016. god.